# Joseph Ludwig Christoph Reichlin von Meldegg

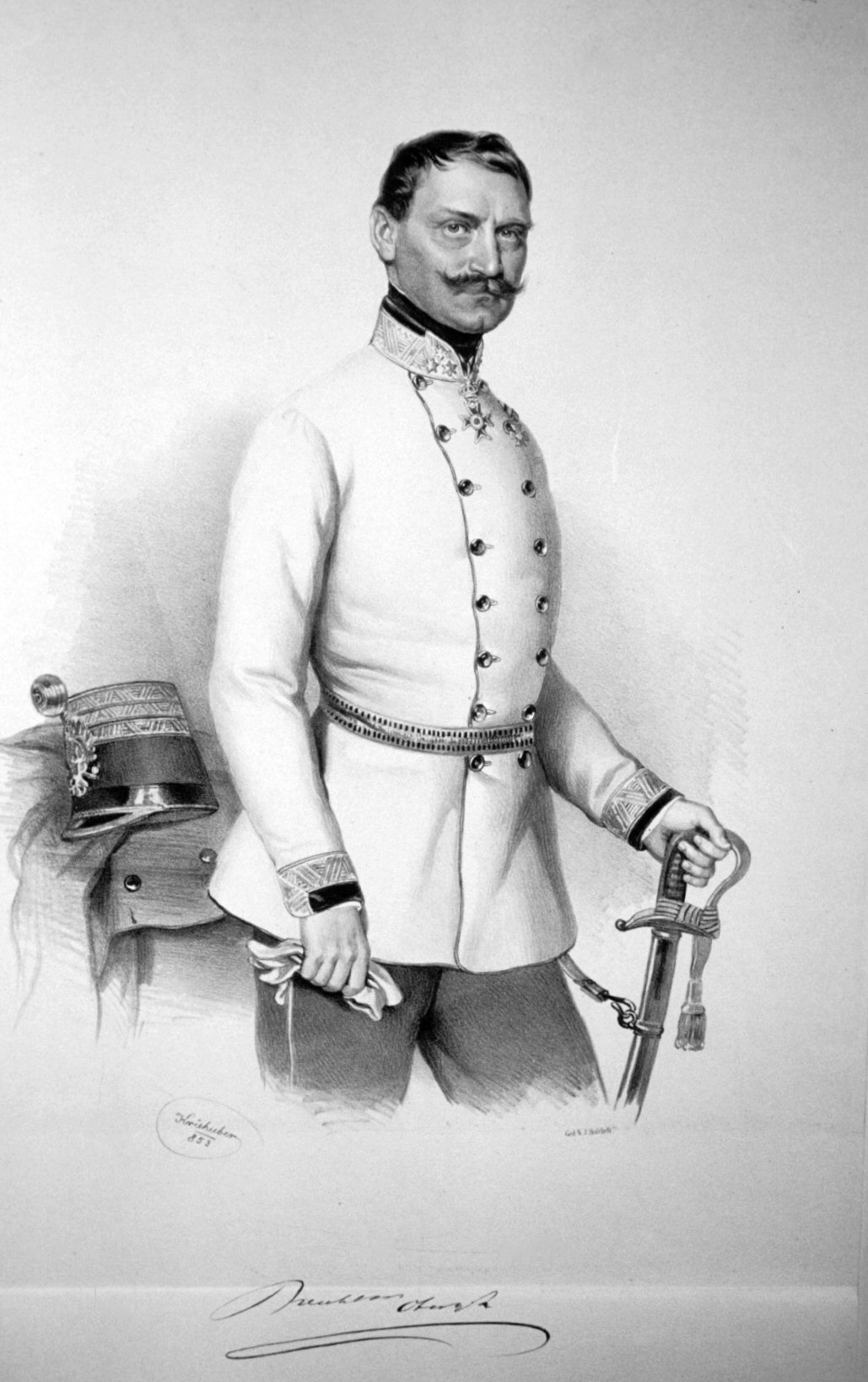
Josef Reichlin Freiherr von Meldegg als Oberst auf einer Lithographie von Josef Kriehuber (1853)

Joseph Ludwig Christoph Freiherr Reichlin von Meldegg (* 14. Mai 1804; † 12. Juni 1886 in Görz) war ein österreich-ungarischer Feldmarschallleutnant. Er wird manchmal mit dem badischen Juristen und Beamten Josef von Reichlin-Meldegg (1806–1876) verwechselt.

## Laufbahn
Nachdem Reichlin von Meldegg am 17. Mai 1854 zum Generalmajor ernannt worden war, folgte fast genau zehn Jahre später, am 17. April 1864, die Beförderung zum Feldmarschallleutnant. Mit der Beförderung wurde Reichlin von Meldegg, der zu dieser Zeit Festungskommandant von Arad war, zum Festungskommandanten von Temeswar ernannt. Ab 1866 war Meldegg Festungskommandant in Komárno.
Am 1. Juni 1869 wurde er pensioniert.

## Familie
Er war verheiratet mit Mathilde Henriette, geb. 1819 als Gräfin von Wimpffen, der Tochter von Franz Karl Eduard von Wimpffen. Über ihre Tochter Elsa (* um 1846 in Orșova; † 1923 in Mödling) waren sie die Schwiegereltern von Stephan Millenkovich-Milow.